# نوبو ماتسوناگا
نوبو ماتسوناگا (به انگلیسی: Nobuo Matsunaga) بازیکن فوتبال اهل ژاپن و عضو تیم ملی فوتبال ژاپن است که در تاریخ ۱۴ مارس ۱۹۵۴ میلادی اولین بازی ملی‌اش را انجام داد. او در ۴ بازی ملی حضور داشت و آخرین بازی ملی خود را در تاریخ ۹ اکتبر ۱۹۵۵ میلادی انجام داد. نوبو ماتسوناگا در بازی‌های ملی‌اش
گلی به ثمر نرساند.